# Javier Pulido
Pour les articles homonymes, voir Pulido.
Javier Pulido est un artiste espagnol de bandes dessinées qui travaille principalement pour le marché américain. Ses œuvres notables incluent Human Target, Robin: Année Un, She-Hulk et The Amazing Spider-Man.

## Débuts
Né à Las Palmas de Gran Canaria, Javier Pulido a été un fan de comics depuis sa plus tendre enfance. Il s'installe à Barcelone pour étudier à l'Université des Beaux-Arts. Pulido faisait partie de la deuxième grande vague d'auteurs espagnols qui se sont présentés sur le marché américain dans les années 1990, avec Germán García et Kano (en suivant l'exemple de la "première vague" formée par Carlos Pacheco, Salvador Larroca et Pasqual Ferry, quelques années plus tôt). Le style de Pulido est fortement influencé par David Mazzucchelli et Steve Rude.

## Carrière
Tout en étudiant à l'Université des Beaux-Arts, Javier Pulido a commencé à recevoir ses premiers travaux professionnels : réaliser des couvertures et illustrations pour Marvel Espagne. En 1996, il a publié Mentat, une minisérie de quatre numéros qui devint son premier et dernier travail pour le marché espagnol. Moins d'un an plus tard, il est contacté par Marvel Comics et depuis, il a travaillé exclusivement pour Marvel, DC et ses titres Vertigo.

## Publications
Son travail comprend :
- Forum Especial Salón del Comic '95 : "Arde la ciudad" (scénario et dessins, Planeta DeAgostini, 1995)
- Mentat n°1-4 (scénario et dessins, Planeta DeAgostini, 1996–1997)
- Star Trek: Early Voyages n°16-17 (avec Dan Abnett et Ian Edginton, Marvel, 1998)
- The Incredible Hulk v1 n°468-469, 472-474 (avec Joe Casey, Marvel, 1998–1999)
- Hellblazer n°142 : "Setting Sun" (avec Warren Ellis, Vertigo, 1999)
- Flinch n°13 : "The Shaft" (avec Brian Azzarello, anthology, Vertigo, 2000)
- The Batman Chronicles n°19 : "Got a Date with an Angel" (avec Steve Englehart, anthologie, DC Comics, 2000)
- Robin: Year One n°1-4 (avec Scott Beatty, Chuck Dixon et Marcos Martín n°4), DC Comics, 2000–2001)
- Uncanny X-Men v1 n°400: "Supreme Confessions" (avec Joe Casey, parmi d'autres artistes, Marvel, 2001)
- Human Target (avec Peter Milligan, Vertigo) :
  - Human Target: Final Cut (roman graphique, 2002)
  - Human Target v2 n°1-5, 11-13, 18 (2003–2005)
- Catwoman v3 n°17-19 : "'No Easy Way Down" (avec Ed Brubaker, DC Comics, 2003)
- Breach n°9-10 (avec Bob Harras, DC Comics, 2005)
- Untold Tales of the New Universe: Star Brand : "Adventures in the Mulletverse" (avec Jeff Parker, Marvel, 2006)
- Captain America 65th Anniversary Special : "Secrets of Iron & Fire" (avec Ed Brubaker, Marcos Martín et Mike Perkins, Marvel, 2006)
- The Immortal Iron Fist n°12 : "The Seven Capital Cities of Heaven : Round 5" (avec Ed Brubaker, Matt Fraction, David Aja et Kano, Marvel, 2007)
- All-Select Comics 70th Anniversary Special : "Murder on Another Planet" (avec Marc Guggenheim, one-shot, Marvel, 2009)
- The Amazing Spider-Man v1 (Marvel) :
  - "Dark Reflection" (avec Marc Sumerak, dans Family n°8, anthologie, 2009)
  - "Red-Headed Stranger: Epilogue — Chapter One" (avec Fred Van Lente, dans le n°605, 2009)
  - "The Gauntlet: Sandman — Keemia's Castle" (avec Fred Van Lente, dans les n°615-616, 2009)
  - "The Gauntlet: Rhino — The Walk" (avec Joe Kelly, dans le n°617, 2009)
  - "The Gauntlet: Mysterio — Smoke & Mirrors" (avec Dan Slott et Marcos Martín, dans le n°620, 2010)
  - "Peter Parker: The Fantastic Spider-Man" (avec Dan Slott, dans le n°658, 2011)
  - "Just Another Day" (avec Paul Benjamin, dans le n°661, 2011)
- Black Cat v2 n°1-4 : "The Trophy Hunters" (avec Jen Van Meter et Javier Rodríguez (n°2-3), Marvel, 2010)
- Fear Itself: The Worthy n°8 : "The Monster Inside Me" (avec Roberto Aguirre-Sacasa, digital, Marvel, 2011)
- Point One : "Behold, the Watcher" (avec Ed Brubaker, anthologie one-shot, Marvel, 2012)
- The Shade v2 n°5-7 (avec James Robinson, DC Comics, 2012)
- Hawkeye v4 n°4-5, Annual #1 (avec Matt Fraction, Marvel, 2013)
- Green Lantern: New Guardians n°18 (avec Tony Bedard, parmi d'autres artistes, DC Comics, 2013)
- Batman: Black and White v2 n°5 : "Cat and Mouse" (avec Keith Giffen, anthologie, DC Comics, 2014)
- She-Hulk v3 n°1-4, 7-12 (avec Charles Soule, Marvel, 2014–2015)
- Guardians Team-Up n°9 : "Guns & Rockets" (scénario et dessins, Marvel, 2015)
- Scarlet Witch v2 n°5 : "SHHH! A Whisper" (avec James Robinson, Marvel, 2016)

### Couvertures seulement
- Batman: Turning Points n°1 (DC Comics, 2001)
- Irrécupérable n°9 (Boom! Studios, 2009)
- Letter 44 n°1 (Oni Press, 2013)
- The Amazing Spider-Man v3 n°7 (Marvel, 2014)
- Death of Wolverine: Life After Logan n°1 (Marvel, 2015)
- Catwoman v4 n°41 (DC Comics, 2015)
- Patsy Walker, A. K. A. Hellcat!n°1 (Marvel, 2016)